# Lisa Ekdahl

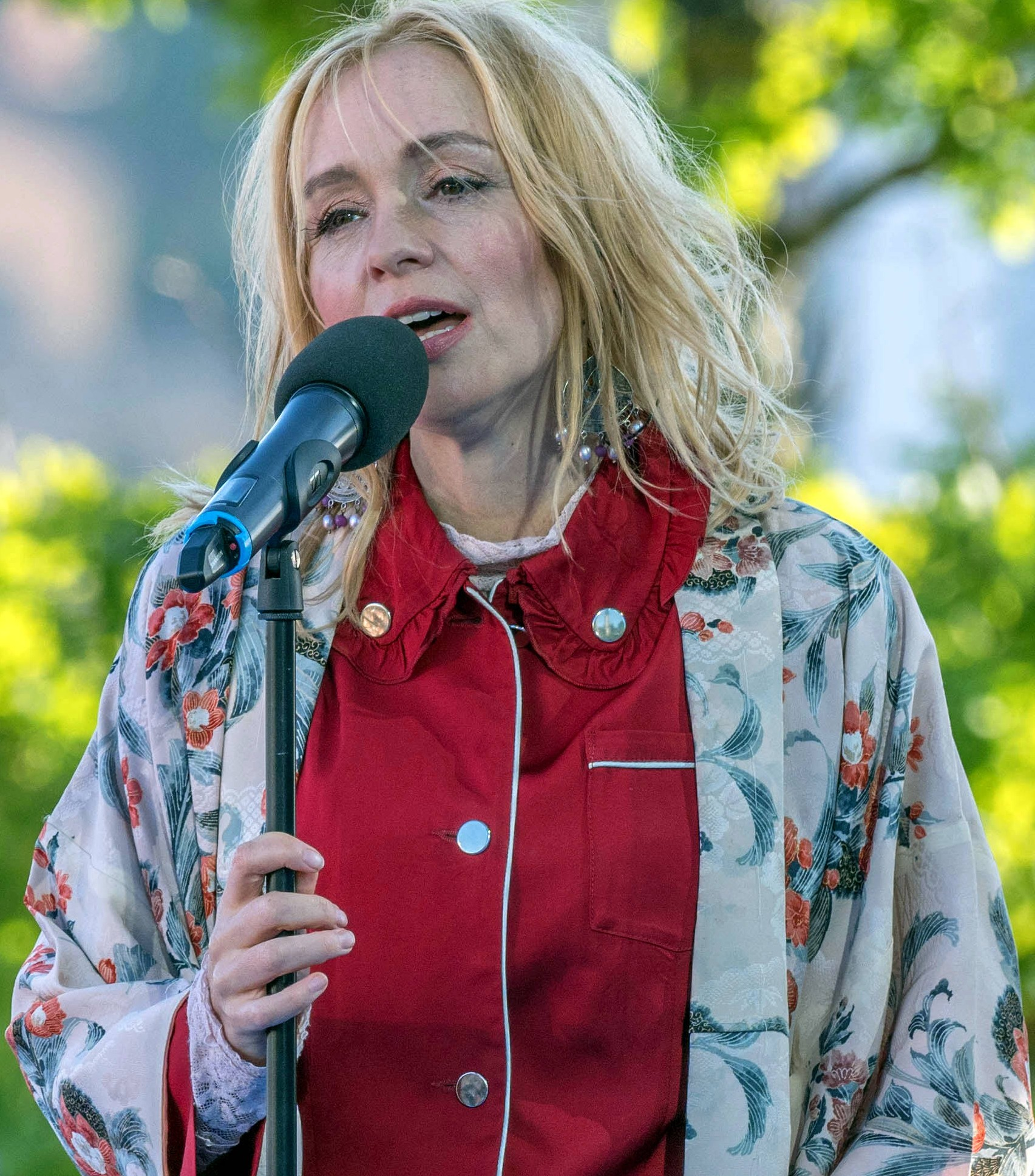
Lisa Ekdahl (2017)

Lisa Ekdahl (* 29. Juli 1971 in Hägersten, Stockholm) ist eine schwedische Jazz-Pop-Sängerin und Songwriterin.

## Leben und Wirken
Lisa Ekdahl ist in Mariefred als Tochter eines Kernphysikers und einer Grundschullehrerin mit zwei Schwestern aufgewachsen. Während ihrer Schulzeit besuchte sie den Musik-Zweig eines Gymnasiums in Södertälje. Mit 18 zog sie nach Stockholm, wo sie ab 1990 in Peter Nordahls Jazztrio mitsang und später an einem Album von Toni Holgersson mitwirkte. Danach bekam sie einen eigenen Plattenvertrag und veröffentlichte 1994 ihr Debütalbum Lisa Ekdahl, das den Hit Vem vet (auf Deutsch: Wer weiß) enthielt. Das Album, für das sie mit drei schwedischen Grammis und einem Rockbjörn ausgezeichnet wurde, verkaufte sich sehr gut. Sie ist mit dem Sänger und Songwriter Lars Winnerbäck befreundet, mit dem sie einige Lieder gemeinsam schrieb. Sie singt mit ihm einige seiner Stücke und ist mit ihm auch aufgetreten. Neben Vem vet gehören auch Lieder wie When Did You Leave Heaven und Now or Never zu ihren bekanntesten Hits. Ekdahl hat auch mit anderen Künstlern zusammengearbeitet und dabei verschiedene Musikstile ausprobiert, darunter Jazz, Pop und Folk. 2024 wurde sie in die Swedish Music Hall of Fame aufgenommen.
Sie hat einen Sohn (* 1994) mit dem Musiker Bill Öhrström. Seit 1999 ist sie mit Salvadore Poe liiert. Sie lebt im Stockholmer Stadtteil Södermalm.

## Stil
Mit ihrer Kombination von schwedischer Liedtradition und Latino-Jazz hat sie ihren eigenen, persönlichen Stil in der schwedischen populären Musik geschaffen.

## Diskografie

### Alben
| Jahr | Titel                                    | Höchstplatzierung, Gesamtwochen, AuszeichnungChartsChartplatzierungen (Jahr, Titel, Platzierungen, Wochen, Auszeichnungen, Anmerkungen) | Anmerkungen                                                |
| Jahr | Titel                                    | SE | Anmerkungen                                                |
| ---- | ---------------------------------------- | --- | ---------------------------------------------------------- |
| 1994 | Lisa Ekdahl                              | SE1 Platin · (50 Wo.)SE | Erstveröffentlichung: März 1994                            |
| 1996 | Med kroppen mot jorden                   | SE1 Gold · (23 Wo.)SE | Erstveröffentlichung: 25. März 1995                        |
| 1996 | When Did You Leave Heaven                | SE25 (7 Wo.)SE | mit Peter Nordahl Trio                                     |
| 1997 | Bortom det blå                           | SE6 Gold · (16 Wo.)SE | Erstveröffentlichung: März 1997                            |
| 1998 | Back to Earth                            | SE10 Gold · (12 Wo.)SE | Erstveröffentlichung: 15. Juni 1998 mit Peter Nordahl Trio |
| 2000 | Lisa Ekdahl Sings Salvadore Poe          | SE20 (13 Wo.)SE |                                                            |
| 2003 | En samling sånger                        | SE15 Gold · (18 Wo.)SE | Erstveröffentlichung: 15. Oktober 2003                     |
| 2004 | Olyckssyster                             | SE1 Gold · (16 Wo.)SE | Erstveröffentlichung: 15. September 2004                   |
| 2006 | Pärlor av glas                           | SE1 (13 Wo.)SE | Erstveröffentlichung: 18. Januar 2006                      |
| 2009 | Give Me That Slow Knowing Smile          | SE7 (12 Wo.)SE | Erstveröffentlichung: 8. April 2009                        |
| 2011 | Lisa Ekdahl at the Olympia, Paris        | SE49 (3 Wo.)SE | Erstveröffentlichung: 4. April 2011                        |
| 2016 | Tolkningarna - Så mycket bättre säsong 7 | SE31 (5 Wo.)SE |                                                            |
| 2017 | När alla vägar leder hem                 | SE2 (3 Wo.)SE | Erstveröffentlichung: 17. Februar 2017                     |
| 2018 | More of the Good                         | SE35 (1 Wo.)SE | Erstveröffentlichung: 9. November 2018                     |

Weitere Alben
- 2002: Heaven, Earth and Beyond
- 2014: Look to Your Own Heart
- 2021: Grand Songs

### Singles
| Jahr | Titel Album                                                 | Höchstplatzierung, Gesamtwochen, AuszeichnungChartsChartplatzierungen (Jahr, Titel, Album, Platzierungen, Wochen, Auszeichnungen, Anmerkungen) | Anmerkungen                            |
| Jahr | Titel Album                                                 | SE | Anmerkungen                            |
| ---- | ----------------------------------------------------------- | --- | -------------------------------------- |
| 1994 | Vem vet Lisa Ekdahl                                         | SE4 (17 Wo.)SE |                                        |
| 1996 | Små onda djävlar Med kroppen mot jorden                     | SE38 (3 Wo.)SE |                                        |
| 1997 | Bortom det blå                                              | SE47 (1 Wo.)SE |                                        |
| 2016 | Amelia Tolkningarna - Så mycket bättre säsong 7             | SE53 Gold · (2 Wo.)SE | Erstveröffentlichung: 22. Oktober 2016 |
| 2016 | Det värsta av allt Tolkningarna - Så mycket bättre säsong 7 | SE81 (1 Wo.)SE | Erstveröffentlichung: 29. Oktober 2016 |

## Auszeichnungen für Musikverkäufe
| Goldene Schallplatte - Norwegen - 2004: für das Album En samling sånger Platin-Schallplatte - Dänemark - 2004: für das Album En samling sånger - Norwegen - 1994: für das Album Lisa Ekdahl | 6× Platin-Schallplatte - Dänemark - 2024: für das Album Lisa Ekdahl |

Anmerkung: Auszeichnungen in Ländern aus den Charttabellen bzw. Chartboxen sind in ebendiesen zu finden.
| Land/RegionAuszeichnungen für Musikverkäufe (Land/Region, Auszeichnungen, Verkäufe, Quellen) | Gold     | Platin     | Verkäufe | Quellen              |
| -------------------------------------------------------------------------------------------- | -------- | ---------- | -------- | -------------------- |
| Dänemark (IFPI)                                                                              | —        | 7× Platin7 | 160.000  | ifpi.dk              |
| Norwegen (IFPI)                                                                              | Gold1    | Platin1    | 70.000   | ifpi.no              |
| Schweden (IFPI)                                                                              | 6× Gold6 | Platin1    | 310.000  | sverigetopplistan.se |
| Insgesamt                                                                                    | 7× Gold7 | 9× Platin9 |          |                      |

## Preise
- 1994 Rockbjörn als beste weibliche Künstlerin des Jahres
- 1994 Drei Grammis in den Sparten Künstler des Jahres, Pop-Rocksängerin des Jahres und bestes Album des Jahres

| Jahr | Auszeichnung | Kategorie                         | Werk                            | Ergebnis  |
| ---- | ------------ | --------------------------------- | ------------------------------- | --------- |
| 2010 | Grammis 2010 | Jazz des Jahres                   | Give me that slow knowing smile | Nominiert |
| 2018 | Grammis 2018 | Singer-Songwriter des Jahres 2018 | När Alla Vägar Leder Hem        | Gewonnen  |
| 2019 | Grammis 2019 | Singer-Songwriter des Jahres 2019 | More of the Good                | Nominiert |